# Клема (алпинизъм)
Вижте пояснителната страница за други значения на Клема.
Клема в скалното катерене и алпинизма, е метално приспособление, най-често с призматична форма, което се заклинва в скални цепнатини и се използва за осигуровка или изкуствена опорна точка. Съществуват клеми с различни конструкции и търговски марки в зависимост от производителя. Обикновено са направени от дуралуминий. По-малките са произведени с фабрично плобмирана примка от стоманено въже, докато по-големите имат отвори, през които се прекарва примка от капроново въже или лента. При изкачване обикновено се подбира комплект от клеми с различни размери.

## История
Осигуряване в скални цепнатини посредством примка с възел се практикува още в класическата епоха на алпинизма. През 50-те и 60-те години на миналия век британски катерачи, наред със скалните клинове, използват като клеми метални гайки, които събират край линията на железниците.
През 1972, когато чистото катерене се налага в САЩ, Айвън Шойнард започва производство на клеми с познатата и до днес пирамидална форма, конструирани специално за скално катерене. Заедно с Том Фрост, Шойнард конструира и патентова нов вид шестогранна клема, която нарича хексцентрик.
Катерачи като Хенри Барбър а Джон Станард допринасят за популяризирането на клемите, особено след като става ясно, че те са по-леки и значително по-удобни за употреба по време на катерене, а също и поне толкова сигурни – ако не по-сигурни – от забитите клинове.